# マーケット・ストリート (サンフランシスコ)

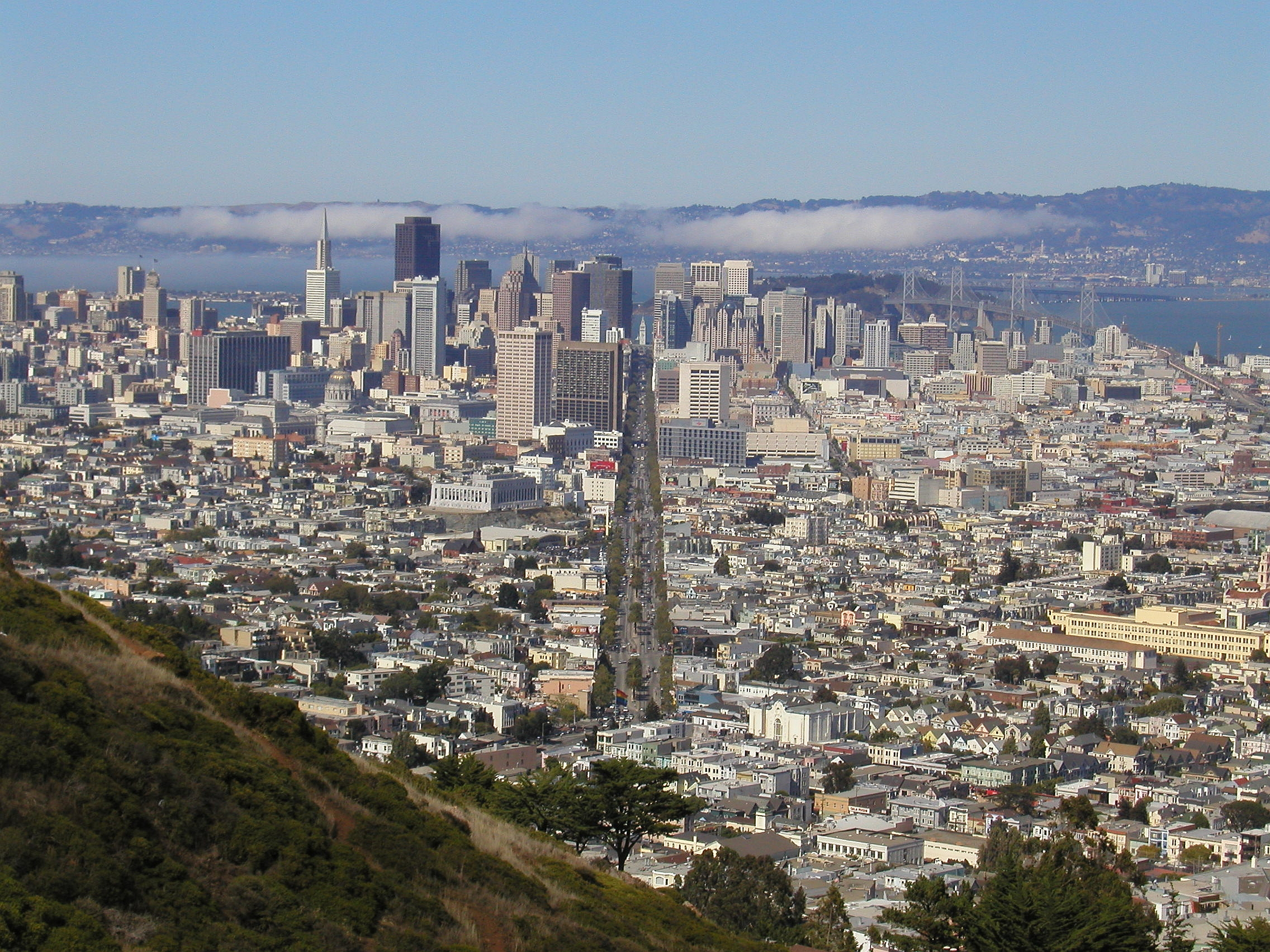
ツインピークスから望むサンフランシスコ市街。中央のひと際大きな通りがマーケット・ストリート。

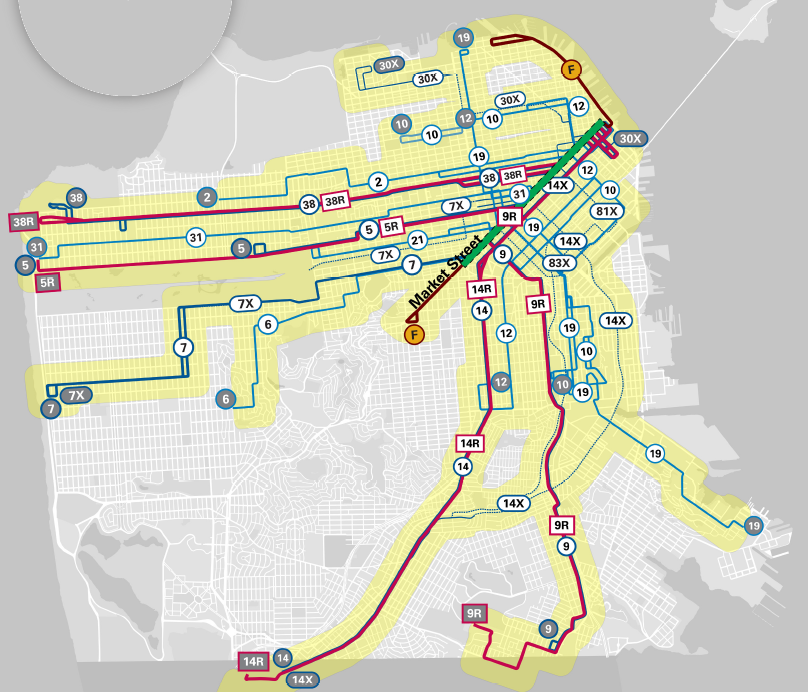
マーケット・ストリートを通るMuniの路線

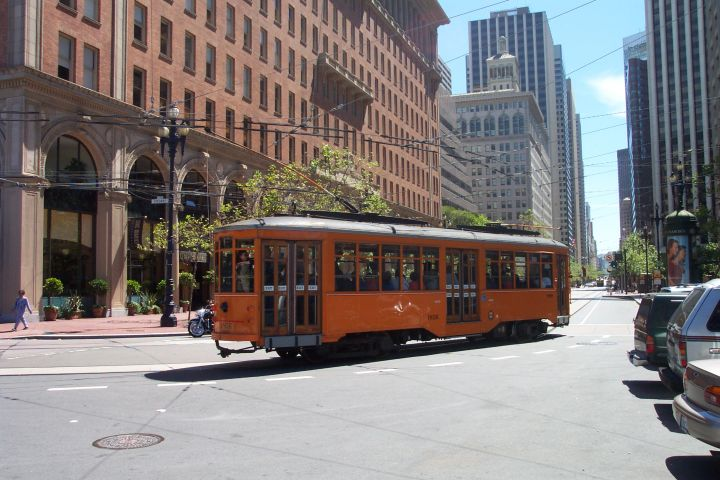
ストリートカーF Market線はサンフランシスコ・フェリービルの前で右折し、マーケット・ストリートを通る。

座標: 北緯37度46分25秒 西経122度25分17秒 / 北緯37.77361度 西経122.42139度

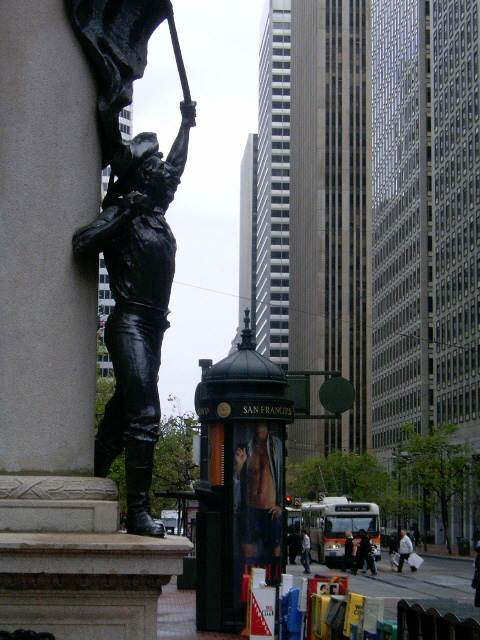
モンゴメリー・ストリートと交差するポイント。ここから北東に進むとサンフランシスコ・フェリービルがある。

マーケット・ストリートはアメリカ合衆国カリフォルニア州サンフランシスコ市内を通る大通りの名称。市街北東部にあるエンバーカデロ地区のサンフランシスコ・フェリービル前を起点に、ダウンタウンやシビック・センター、カストロ地区を抜けてツインピークス近郊のコルベット・アベニューとの交差点で終点となる。

## 概要
マーケット・ストリートを境に市内の区割りは大きく異なっている。南東側のエリアでにある通りはマーケット・ストリートと並行または垂直に引かれているが、北西側のエリアは方位で9度ずれている。
サンフランシスコ市内における交通の大動脈の役割も果たし、馬車鉄道やケーブルカー、電気式路面電車、電気式トロリーバス、ディーゼルバスなどが通りを行き交ってきた。今日ではMuniバス、トロリーバス、路面電車（F Market 線）が利用できる。またMuni MetroとBARTが乗り入れている。ケーブルカーのマーケット・ストリート乗り入れ線は廃止され、カリフォルニア・ストリートとパウエル・ストリートを走る路線だけが現存している。
マーケット・ストリートは、ニューヨークの5番街やブロードウェイ、パリのシャンゼリゼ通りなどと比較される。

## 歴史

### 建設
かつてサンフランシスコは「イェルバ・ブエナ」と呼ばれており、その時代にアイルランド出身の測量技師の Jasper O'Farrell が移民としてやってきた。彼は今日のマーケット・ストリートの原型となる通りをデザインした。米墨戦争さなかの1847年にイェルバ・ブエナはアメリカ合衆国に編入されサンフランシスコに改称される。O'Farrell はポーツマス・スクエア周辺を修復し、マーケット・ストリートを市内で最も広い通り（120フィート、約36メートル）に整備した。マーケット・ストリートは 当時 "Los Pechos de la Chola" （乙女の乳房）と呼ばれたツインピークスに向かう一直線の矢と表現されていた。『Forgotten Pioneers』の著者 T.F. Pendergast は以下の様に記している。
「技師がマーケット・ストリートや市の南側の計画図を完成させたとき、民衆からは通りの幅の異様な広さに驚きが上がり、地権者を無視する計画に反対する集会が開催され、群衆によるリンチが起きると考えられた。O'Farrell は友人の忠告により群衆が暴徒化する前にノースビーチに向かいサウサリート行きのボートに乗り、ソノマに逃れた。再び市内に戻るまでの間、彼は目立たぬように隠れていた。」
当時のマーケット・ストリートは、現在パレスホテルのある辺りにあった60フィートもの砂丘でブロックされ、さらに数百ヤード西には90フィートもの高さの砂丘が存在していた。市は砂丘の砂を使ってポーツマススクエアやハッピーバレー（ミッション・ストリートと1丁目の交差点付近）を初めとした谷を埋める工事に利用した。

### 改造
1970年代から80年代初頭にかけてマーケット・ストリートは再開発が行なわれ、Muni MetroとBARTが地下化された。

### フェスティバル

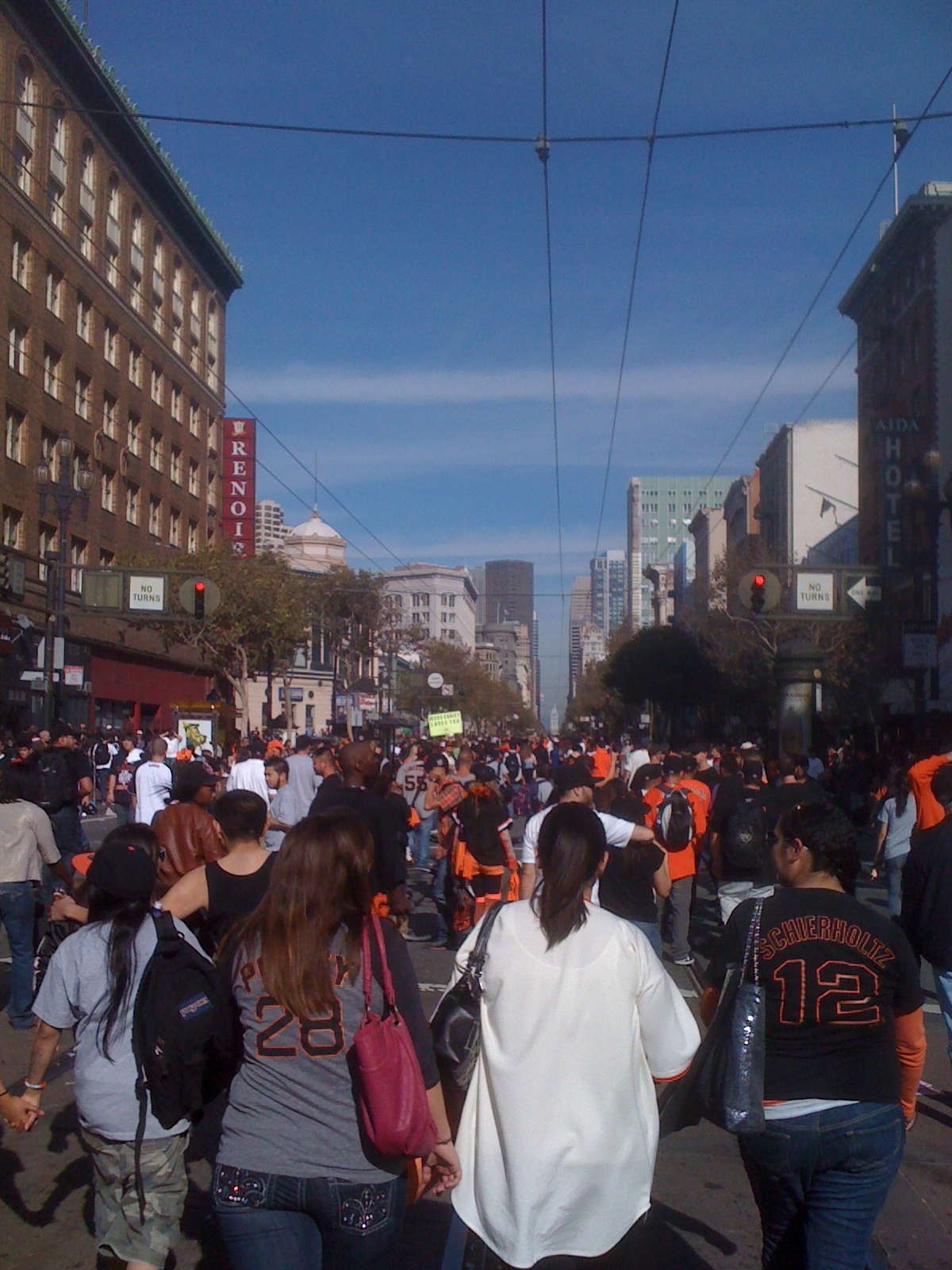
150pxサンフランシスコ・ジャイアンツが2010年のワールドシリーズを制覇した際のマーケット・ストリートの様子。

1915年のサンフランシスコ万国博覧会や1916年に休戦記念日のパーレード（ムーニー事件）、太平洋の港湾機能が麻痺した1934年のゼネラル・ストライキなど、マーケット・ストリートでは様々なイベント・事件の舞台となった。国際連合の初回会合の際には、アンソニー・イーデンやヴャチェスラフ・モロトフ、エドワード・ステティニアス、ジョルジュ・ビドーらが群衆に手を振りながら通りを通過した。
1910年のクリスマス・イヴにはオペラ歌手のLuisa Tetrazziniが約25万人を集める屋外フリーコンサートを行なった 。その他のマーケット・ストリートにおける歴史的なイベントには1999年12月31日にフェリービルディングで行なわれたニューイヤーイヴセレブレーションがある。120万人を超える人々がマーケット・ストリートをはじめとした通りにてミレニアムを祝う人で溢れた。また毎年多くの人を集めるサンフランシスコ・ゲイ・プライド・パレードもマーケット・ストリートで行なわれている。

## 再開発
2009年9月29日に、フェリービルディングから6番街にかけて自家用車の通行を一部通行禁止にする6週間の社会実験が行なわれた。この結果を受けて、後日継続的な変更となった。フランクリン・ストリートからスチュアート・ストリート間における自家用車の通行禁止も検討されている。